# Radatice
Radatice es un municipio del distrito de Prešov en la región de Prešov, Eslovaquia, con una población estimada a final del año 2024 de 784 habitantes.
Se encuentra ubicado en el centro-sur de la región, en el valle del río Torysa (cuenca hidrográfica del río Tisza) y cerca de la frontera con la región de Košice.

## Demografía
| Año        | 1994 | 2004    | 2014    | 2024    |
| ---------- | ---- | ------- | ------- | ------- |
| Población  | 785  | 742     | 783     | 784     |
| Diferencia |      | −5,47 % | +5,52 % | +0,12 % |

| Año        | 2023 | 2024    |
| ---------- | ---- | ------- |
| Población  | 781  | 784     |
| Diferencia |      | +0,38 % |